# Microberotha macculloughi
Microberotha macculloughi là một loài côn trùng trong họ Berothidae thuộc bộ Neuroptera. Loài này được Archibald & Makarkin miêu tả năm 2004.